# Agrostis microcarpa
Agrostis microcarpa é uma espécie de gramínea do gênero Agrostis, pertencente à família Poaceae.